# Pyrenopeziza petiolaris
Pyrenopeziza petiolaris (Alb. & Schwein.) Nannf. – gatunek grzybów z rodziny Ploettnerulaceae.

## Systematyka i nazewnictwo
Pozycja w klasyfikacji według Index Fungorum: Pyrenopeziza, Ploettnerulaceae, Helotiales, Leotiomycetidae, Leotiomycetes, Pezizomycotina, Ascomycota, Fungi.
Po raz pierwszy opisali go w 1805 r. Johannes Baptista von Albertini i Lewis David von Schweinitz nadając mu nazwę Hysterium petiolare. Obecną, uznaną przez Index Fungorum nazwę nadał mu John Axel Nannfeldt w 1932 r.

## Charakterystyka
Grzyb saprotroficzny występujący na ogonkach liściowych opadłych liści. Znane jest jego występowanie na liściach klonów i bodziszka cuchnącego. Gatunek występujący dość często.
Tworzy szare lub czarne apotecja o wymiarach 0,7–1,2 × 0,2–0,5 mm. Rozwijają się pod naskórkiem żywiciela. Podczas dojrzewania pęcznieją, czernieją i ostatecznie otwieraja się jaśniejszą podłużną szczeliną. Odsłania się w ten w ten sposób czarnoszare hymenium, które wystaje ponad powierzchnię żywiciela i tworzy owalny, zaokrąglony kształt miseczkowaty, przypominający owocniki Mollisia. Worki 8-zarodnikowe, o wymiarach 42–57 × 4 µm. Parafizy cylindryczne i górą nabrzmiałe do 3 µm. Askospory gładkie, o kształcie od wrzecionowatego do maczugowatego, szkliste o wymiarach 7–7,5 × 2–2,5 µm.